# Подклет
Подклет, подклеть, подызбица — название нежилого нижнего этажа под верхним жилым помещением, или нижний, цокольный этаж православного храма.
В русской народной архитектуре каменные подклеты у жилых изб появились начиная с конца XVII века. С XV века (около 1440 года) сохранились подклеты гражданских построек в Великом Новгороде, в московской архитектуре (например — несохранившийся собор Чудова монастыря, Благовещенский собор в Кремле) они известны со второй половины XIV века, в тверской — с конца XIV века. В XVI—XVII веках подклеты постепенно стали выше и их начали часто окружать открытыми галереями.
В Саввино-Сторожевском Ставропигиальном мужском монастыре подклет Троицкой надвратной церкви использовался в качестве парадного входа во двор монастыря (прием не имеющий повторений в русской архитектуре), через который в монастырь входили монаршие особы, так как парадного въезда в монастырь не было.
В жилых зданиях подклеты выполняли хозяйственные функции, в них размещались кладовые, склады и другие подсобные помещения. В храмовых сооружениях в подклетах размещались отапливаемые «зимние» помещения или, иногда, усыпальницы.

## Родственные термины
- Воблый подклет — сводчатое подвальное или полуподвальное помещение[6].
- Глухой подклет — полуподвальное помещение под клетью для содержания скота и хранения запасов[7].